# Leptogenys navua
Leptogenys navua är en myrart som beskrevs av Mann 1921. Leptogenys navua ingår i släktet Leptogenys och familjen myror. Inga underarter finns listade i Catalogue of Life.